# Socket 7
Socket 7 — роз'єм для мікропроцесорів, який замінив більш ранній Socket 5. Представлений у червні 1995 року. Socket 7 сумісний з великим діапазоном центральних процесорів, що працюють при напругах 2,5-3,5 В.
У порівнянні з Socket 5 Socket 7 має один додатковий контакт. Будь-який процесор, сумісний з Socket 5, може бути вміщено і в материнську плату з Socket 7.
Серед сумісних з Socket 7 процесорів: Intel Pentium з частотами 75-200 МГц, Pentium MMX з частотами 166—233 МГц, AMD K5 (75 МГц-200 МГц) і AMD K6 (200 МГц-570 МГц), Cyrix 6x86 (90 МГц-266 МГц).
Socket 7 розрахований на тип корпусу SPGA. Він випускався в 2 модифікаціях: 296-контактний LIF з матрицею 37 × 37, 321-контактний ZIF з матрицею 19 × 19 (набагато поширеніший).
Пізніше з'явилося розширення Super Socket 7, розроблене для процесорів AMD K6-2 і AMD K6-III і працює на вищих частотах.